# Ter Lune
Ter Lune is een buurtschap in de gemeente Noardeast-Fryslân, in de Nederlandse provincie Friesland. De buurtschap ligt ten noordwesten van Kollum, ten zuiden van Engwierum en ten noordoosten van Oudwoude. De bebouwing van de buurtschap ligt in de bocht van de N358 en bestaat uit twee boerderijen die gelegen zijn in de polder Tochmaland.
De boerderijen liggen respectievelijk aan de Terlunewei en de Wouddijk. De eerste werd in de jaren 1950 nog Pikweg genoemd en  in de jaren 1970 Terluneweg. Aan deze weg staan een boerderij en een schuur. Deze laatste vallen onder het postcodegebied van Oudwoude. De boerderij aan de Wouddijk valt onder het postcodegebied van Kollum. Beide boerderijen vallen in de CBS-buurt Verspreide huizen Kollum.
Ten zuiden van de buurtschap, langs de N358, de Lauwersmeerweg liggen de plassen Zandwielen, een drietal poelen die zijn ontstaan na een dijkdoorbraak. Ten noorden van de buurtschap stroomt het Oud Dokkumerdiep (officieel: Alddjip) en de Nieuwe Zwemmer en iets oostelijker de Zijlsterrijd. Haaks op de Zijlsterrijd ligt de meanderende Dwarsrijd die de oorspronkelijke verbinding was van Kollum met de zee en die doorloopt tot bij de buurtschap.

## Geschiedenis
De buurtschap werd in 1664 en rond 1700 vermeld als Ter Luyne, in 1847 en 1853 als Terluine en in 1927 als Ter Luin. In de jaren 60 en 70 van de twintigste eeuw raakte de spelling Terlune in zwang. In het begin van 21e eeuw werd dit Ter Lune en in 2013 werd deze spelling de officiële met de plaatsing van plaatsnaamborden.
In de buurtschap hebben twee stinsen gestaan, waarvan van beide de exacte locatie niet duidelijk is. Eén stins lag ten zuiden van de huidige boerderij Terlune (vroeger Ter Luin genoemd) en wordt door de schrijver Andreae mogelijk geplaatst rond de plek/boerderij met voorheen de naam Tochma State. Hierbij maakt hij niet duidelijk of deze boerderij dezelfde is als de huidige Tochmastate aan de doodlopende Allert D. van der Leijwei. Een andere mogelijke locatie is rond de huidige boerderij Terlune. Volgens Andreae werd de sate in 1631 door de bezitters van het Slot Ter Luine aangekocht voor de bouw van de nieuwe stins. Deze werd in 1640 verkocht aan Dirck van Fogelsangh, waarbij de oude bezitters erfelijk pachtrecht behielden, ook wel beklemrecht genoemd. 

## Slot ter Luine
De andere stins is Slot ter Luine (ook Huis ter Luine, in het Fries Hûs Ter Lune). Deze stins wordt voor het eerst genoemd in 1399, toen ze nog buitendijks gelegen was 'op 't slic'. Dat jaar zond de zoon van de Hollandse graaf Albrecht van Beieren, Willem van Oostervant (Willem VI), ridder Gerard van Heemskerk (1378-1429; ook Gerrit genoemd), heer van Oosthuizen naar de kusten van Oostergo en Westergo tijdens de Fries-Hollandse oorlogen. Nadat de troepen bij Dokkum waren ontzet, lieten Willem en Gerard ter voorbereiding van de verovering van Oostergo en ter versterking van Dokkum er dat jaar in juni het omgrachte Slot ter Luine bouwen ten zuiden van het Dokkumerdiep, dat de zeepoort vormde tot Dokkum. Het slot kon zo het Dokkumerdiep controleren, alsook de sluis die in de Zijlsterrijd lag waardoor een deel van Kollumerland werd ontwaterd. Volgens Dijkstra was er ook een veer.
Het slot in aanbouw werd in juni 1399 meerdere malen vergeefs aangevallen door de Friezen, waarop Kollum rond 16 juni werd platgebrand. Op 20 of 21 juni versloegen de Hollanders de Friezen op verpletterende wijze. De stad Groningen voelde de dreiging die uitging van het fort, en riep begin juni de hulp in van de bisschop van Utrecht en de IJsselsteden Deventer, Kampen en Zwolle, en sloot ook een alliantie met de Schieringers uit Hunsingo, Fivelgo en Oldambt, die bij een overwinning van de Hollanders de Vetkopers vreesden in hun gebieden.
De Schieringers en Groningers deden daarop een vergeefse poging het slot te veroveren. Ze werden teruggedreven, mede door het optreden van een Engelsman genaamd Pantier, die in zijn eentje een dam verdedigde tegen hen. Elders in Groningen en Friesland kwam de bevolking in het geweer, zodat de Hollanders zich in de maanden erop moesten terugtrekken uit het noorden. Ter Luine werd waarschijnlijk midden juli 1399 betrekkelijk eenvoudig alsnog ingenomen door een grote overmacht van Friese soldaten op het achtergelaten 200 man sterke garnizoen. Garnizoenscommandant Gillis van Schengen zag namelijk dat de situatie uitzichtloos was en vroeg om een vrije aftocht, hetgeen hem werd vergund.
In de late middeleeuwen was het als sate in handen van de Kollumse familie Van Meckema, die het in 1493 moest overdragen aan het Ommelander klooster Trimunt. In 1650 verkochten de Staten van Stad en Lande (die de kloosterlanden bij de reductie in handen kregen) het aan Dirck van Fogelsangh van de Fogelsanghstate (Veenklooster). Van het slot is verder niets meer bekend.
De locatie van Huis ter Luine is erg onduidelijk. Een mogelijk locatie is aan de zuidelijke oever van het Oud Dokkumerdiep, op een perceel ten noorden van de Van der Schaafstate, die gebouwd is in 1995, als opvolger van de boerderij 't huis Ter Luine, Een andere mogelijkheid is ten oosten van deze boerderij. De eerste plek past beter bij de oude tekst die stelt dat het slot 'op het slijk' werd gebouwd. Bij de tweede plek werden echter oude stenen gevonden. Hier zou in 1885 nog een gracht hebben gelegen en deze plek ligt ook meer voor de hand omdat deze dichter bij de Dwarsrijd lag.

## Autocross
In de buurtschap is het crosscircuit van Kollum gelegen waarop autocrosswedstrijden worden verreden.
Steden, dorpen en gehuchten: Aalsum · Anjum · Augsbuurt · Birdaard · Blija · Bornwird · Brantgum · Burum · Dokkum · Ee · Engwierum · Ferwerd · Foudgum · Genum · Hallum · Hantum · Hantumeruitburen · Hantumhuizen · Hiaure · Hogebeintum · Holwerd · Janum · Jislum · Jouswier · Kollum · Kollumerpomp · Kollumerzwaag · Lichtaard · Lioessens · Marrum · Metslawier · Munnekezijl · Moddergat · Morra · Nes · Niawier · Oosternijkerk · Oostmahorn · Oostrum · Oudwoude · Paesens · Raard · Reitsum · Ternaard · Triemen · Veenklooster · Waaxens · Wanswerd · Warfstermolen · Westergeest · Wetsens · Wierum · Zwagerbosch

Buurtschappen: Abbewier · Bartlehiem (deels) · Beintemahuis · Betterwird · Bollingawier · Bonte Hond · Bornwirdhuizen · Boteburen · Brandeburen · De Dellen · De Keegen · De Kolk · De Leegte · De Rijp · De Wirden · De Schans · Dijkshorne · Dokkumer Nieuwe Zijlen · Drieboerehuizen · Ezumazijl · Groot Medhuizen · Halfweg · Hallumerhoek · Hanenburg · Hantumerhoek · Huis ter Noord · Kettingwier · Klein Medhuizen · Kletterbuurt · Kollumeroudzijl · Krabburen · Laagland · Lutkewier · Molenbuurt · Nieuwland · Oudeterp · Oudwouderzijlen · Reidswal · Scharnehuizen · Stiem · Teerd · Teijeburen · Tergracht (deels) · Ter Lune · Tibma · Tilburen · Tiltjeburen · Vaardeburen · Veldburen · Vijfhuizen (Hallum) · Vijfhuizen (Ternaard) · Visbuurt · Weerdeburen · Westerburen · Westernijkerk · Wie · Wijgeest · Zevenhuizen

Streken: 't Schoor · Galilea · It Paradyske · Lutkelaard · Sibrandahuis · Steenharst · Steenvak · Wildpad (deels) · Zandbulten · Zwagerveen

Friesland: Steden en dorpen      Nederland: Provincies · Gemeenten